# Sphincterochilinae
Sphincterochilinae zijn een onderfamilie van weekdieren uit de klasse van de Gastropoda (slakken).

## Taxonomie
Het volgende geslacht is in de onderfamilie ingedeeld:
- Sphincterochila Ancey, 1887 - typegeslacht van de familie Sphincterochilidae[4]